# Hiacynt wschodni
Hiacynt wschodni (Hyacinthus orientalis L.) – gatunek byliny z rodziny szparagowatych. Pochodzi z wschodniej części basenu Morza Śródziemnego z obszaru od Azji Mniejszej poprzez Syrię do Palestyny. Poza tym często uprawiany i w innych częściach obszaru śródziemnomorskiego też spotykany jako roślina zdziczała.

## Morfologia
PokrójRoślina dorasta do 30 cm wysokości. Organem spichrzowym jest duża cebula okryta łuskami o różnych barwach w zależności od odmiany (od białych do ciemnopurpurowych).
LiścieTylko odziomkowe, w liczbie 4–5, dość szeroko równowąsko-lancetowate, ciemnozielone.
KwiatyGłąbik gruby zakończony kwiatostanem groniastym. Rośliny typowe liczą od 5 do 15 kwiatów w kwiatostanie, u odmian uprawnych liczba ta jest większa. Kwiaty roślin typowych niebieskie, u odmian o różnych kolorach (białe, różowe, fioletowe) o silnym i przyjemnych zapachu. Okwiat o długości 2,5 cm, z lejkowatą rurką. Słupek krótki, pręciki długie.
OwoceTorebki o kulistym kształcie.

## Biologia
Bylina. Okres kwitnienia w obszarze naturalnego występowania przypada lutego do kwietnia, rośliny uprawiane dalej na północ, w Europie Środkowej kwitną od kwietnia do maja.

## Zastosowanie
Roślina ozdobna, uprawiana zwłaszcza w obszarze śródziemnomorskim i w zachodniej Europie. Hiacynty należą do najpopularniejszych roślin ogrodowych stosowanych na rabaty i obwódki. Spośród różnych roślin cebulowych, hiacynt jest najbardziej popularną rośliną pokojową, uprawianą w doniczkach. Powodami popularności jest bardzo szeroka gama kolorów, zapach, łatwość uprawy. We Francji hiacynty uprawiane są dla uzyskania olejku eterycznego używanego w perfumerii. W Polsce roślina występuje głównie w uprawie doniczkowej. 

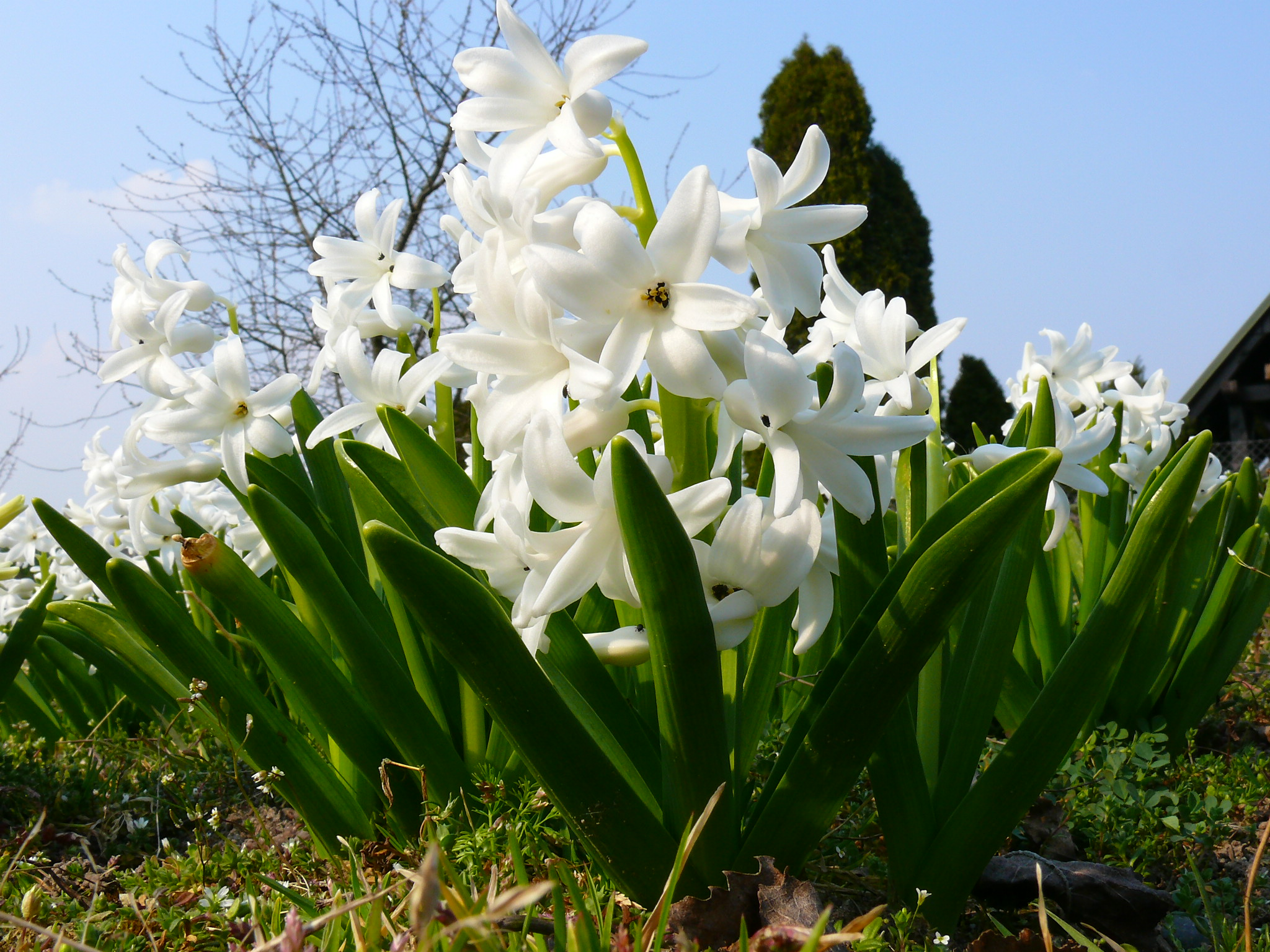
'Carnegie'

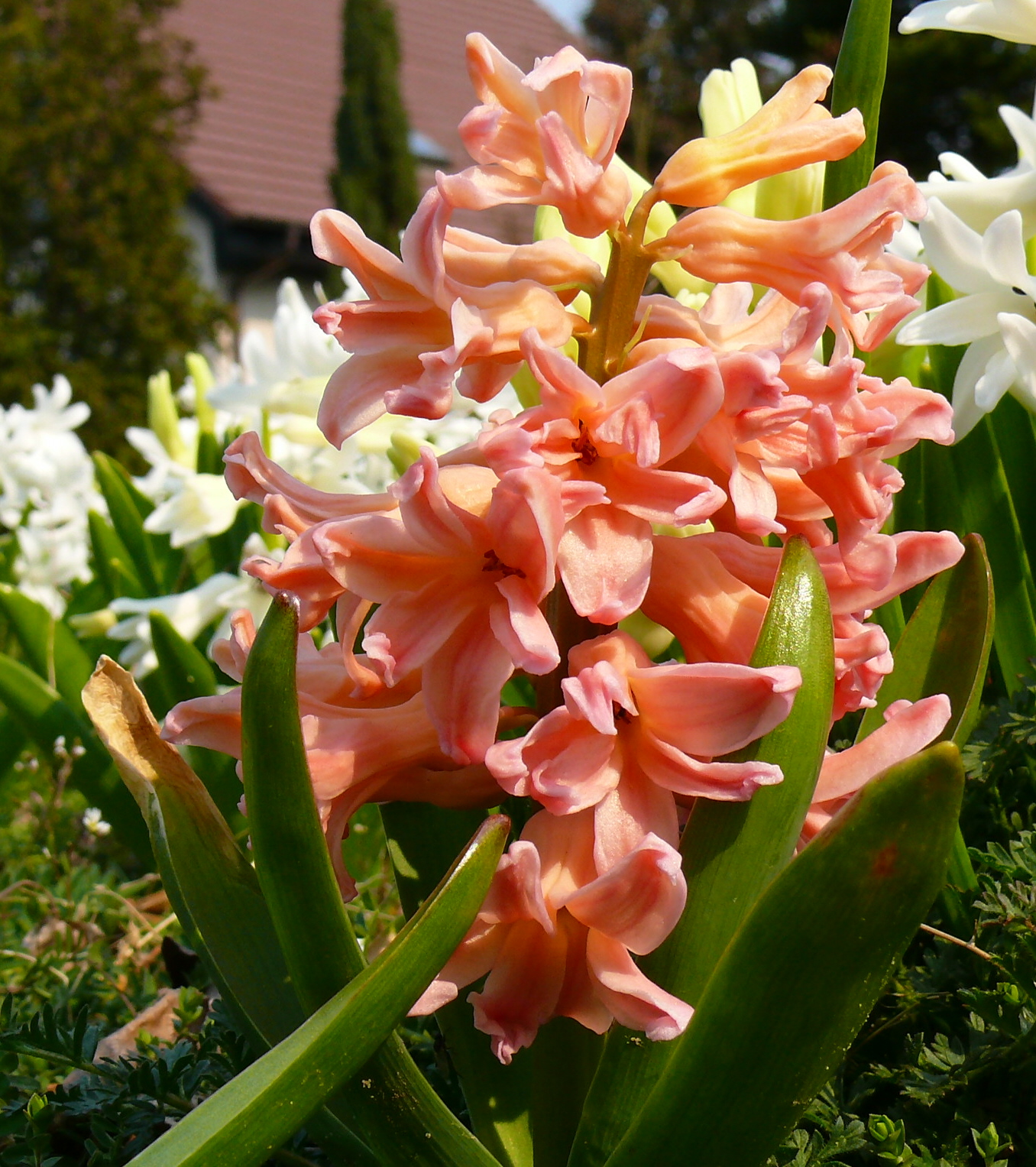
'Gypsy Queen'

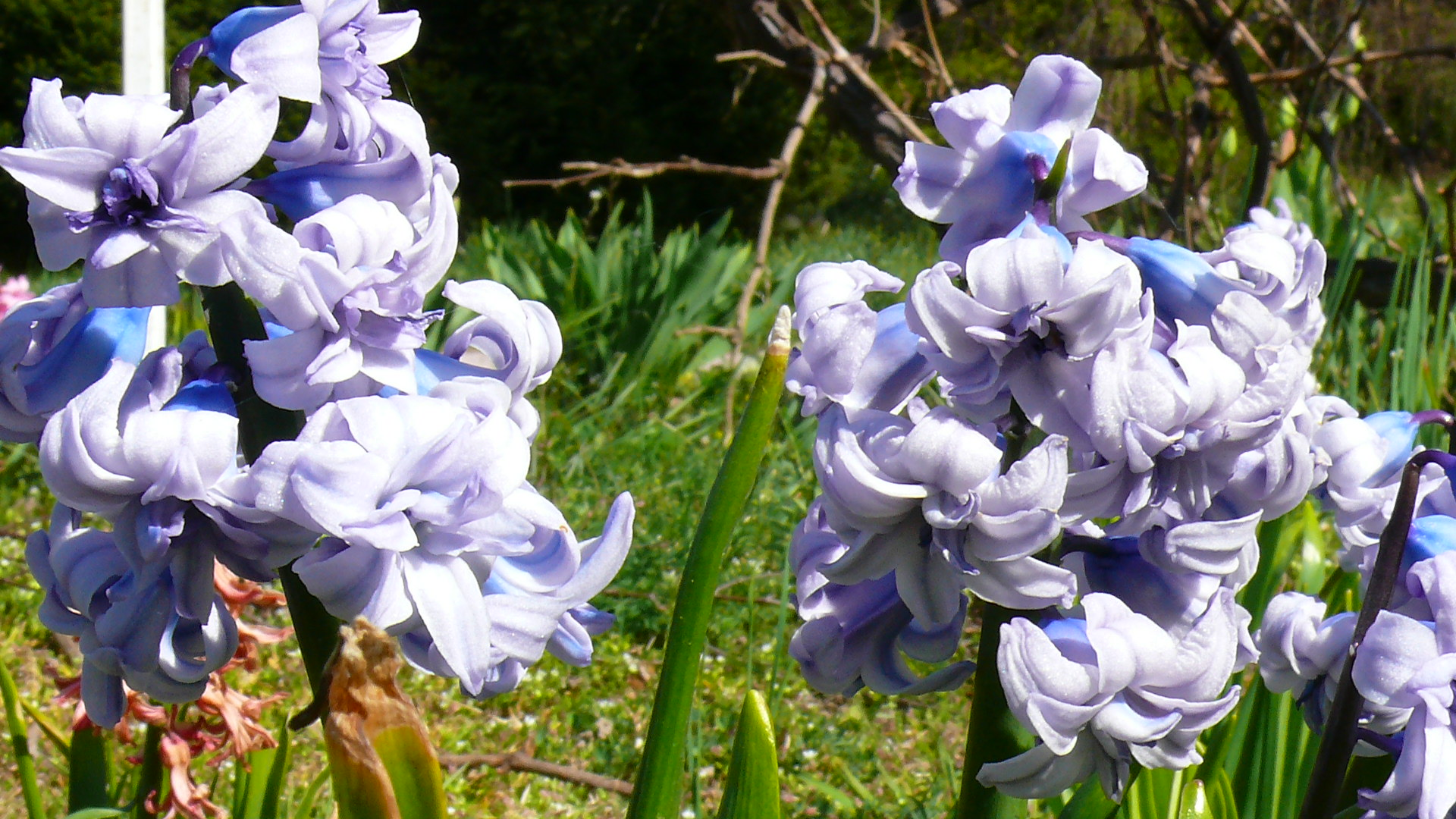
'General Köhler'

## Uprawa
Historia uprawyHiacynty uprawiane były już w starożytnym Rzymie i Grecji. Wiek XVII i XVIII to okres wielkiej "hiacyntowej prosperity" w Europie. W tamtym okresie pojedyncze cebule można było sprzedać za 300 dolarów, co było niebagatelną sumą na owe czasy.
RozmnażanieRozmnażanie hiacyntów nie należy do najprostszych. W produkcji wykorzystuje się duże zdolności regeneracyjne tych roślin (podobnie jak lilii czy szachownic). Hiacynty rozmnaża się przez nacinanie lub drążenie piętki cebul w celu zniszczenia stożka wzrostu. W miejscach zranienia, po letnim przechowywaniu zawiązują się małe cebulki, które są gotowe do kwitnienia po trzech, czterech latach. Amatorsko rozmnaża się je z cebul przybyszowych, choć można je rozmnażać z nasion, ale otrzymuje się rośliny o niejednolitych cechach (kwitną dopiero w szóstym roku).
PielęgnacjaCebule wykopuje się z ziemi pod koniec czerwca, gdy liście zaczynają podsychać. Osuszone cebule przechowuje się w chłodnym i przewiewnym miejscu. Wsadza się je we wrześniu na głębokości kilkunastu centymetrów uważając, by wsadzić je w odpowiednią stronę (piętką ku dołowi). Rozstawa – zależna od wielkości cebul. Ziemia powinna być żyzna o odczynie obojętnym z przyswajalnym wapniem, choć rośliny te tolerują niemal wszystkie warunki z wyjątkiem skrajnie kwaśnych lub o wysokim poziomie wód gruntowych. Stanowisko powinno być nasłonecznione, a jeśli nie da się uniknąć cienia, to powinien on być lekki. Miejsce nie powinno być narażone na silne wiatry. Do uprawy w doniczkach najlepiej nadają są hiacynty o krótkiej, sztywnej łodydze.

## Zmienność
Uprawianych jest około 100 odmian uprawnych hiacyntów, ale mniej niż 25 stanowi 90% całej światowej produkcji. Hiacynty są często sadzone w grupach 3-5 na jednej rabacie lub w większych grupach, jednokolorowe lub wielokolorowe.
- Ciemnoniebieskie
- 'Amethyst' – purpurowofioletowy
- 'Amsterdam' – karminowy
- 'Anna Liza'
- 'Atlantic'
- 'Blue Jacket'
- 'Delft Blue' – porcelanowoniebieski
- 'Jan Bos' – karminowy, powszechnie określany jako czerwony
- 'Splendid Cornelia' – karminowy
- Różowe
- 'Anna Marie'
- 'Fondant'
- 'Lady Derby' – bladoróżowa
- 'Marconi' – ciemnoróżowy
- 'Pink Pearl' – różowy
- Żółte
- 'City of Haarlem' – ciemnokremowy
- Pomarańczowe
- 'Gypsy Queen' – łososiowopomarańczowy
- Białe
- 'Carnegie' – kwiaty duże
- 'L'Innocence' – kwiaty drobne, ale gęste
- 'White Pearl'
- Pełne (o podwójnych działkach kielicha)
- 'Chestmint Flower' – jasnoróżowe
- 'General Köhler' – jasnoniebieska
- 'Hollyhock' – karminowe
  - 'Madame Sophie' – biała
  - 'Sunflower' – kremowa

Kolory i kształty kwiatostanów wszystkich wymienionych odmian są wyjątkowe, ale na szczególną uwagę zasługują 'Hollyhock' o podwójnych kwiatach, żółte 'City of Haarlem', białe 'Carnegie' i ostatnio wyhodowany łososiowo-pomarańczowy 'Gypsy Queen'.

## Filatelistyka
W lutym 1999 roku Poczta Izraela wydała beznominałowy znaczek pocztowy z Hiacyntem wschodnim w technice heliograwiury. Następnie dodrukowywano ten sam znaczek w: 2003 oraz 2004.